# 佩雷莫哈 (赫盧希夫市鎮)
51°32′53″N 33°56′25″E / 51.54806°N 33.94028°E
佩雷莫哈（烏克蘭語：Перемога）是位於烏克蘭東北部的村莊，由蘇梅州紹斯特卡區的赫盧希夫市鎮負責管轄。該村處於埃斯曼河左岸，分別距離巴尼奇1公里和卡柳日內3.5公里，面積4平方公里，海拔高度145米，2001年人口1,128。